# Aeroportul Bettles
Aeroportul Bettles (IATA: BTT, ICAO: PABT, FAA LID: BTT) este un aeroport din Alaska, Statele Unite ale Americii ce deservește zona Bettles⁠(d). Aeroportul a fost tranzitat în 2019 de 2.880 de pasageri. A fost numit după zona deservită.
Situat la o altitudine de 197 m, aeroportul dispune de 1 pistă. Este operat de Alaska Department of Transportation & Public Facilities⁠(d).

## Infrastructură

### Piste
Aeroportul dispune de o singură pistă. Pista 01/19 are suprafața de pietriș și dimensiunile 5.190 picioare × 150 picioare. 